# Туркофобия
Туркофобията е враждебност, нетолерантност или ксенофобия към турците, турската култура и турския език. Тя може да е насочена както към Турция и нейните граждани, така и към турските малцинства на територията на някогашната Османска империя или към турската диаспора в развитите страни.